# Ordrupgaard

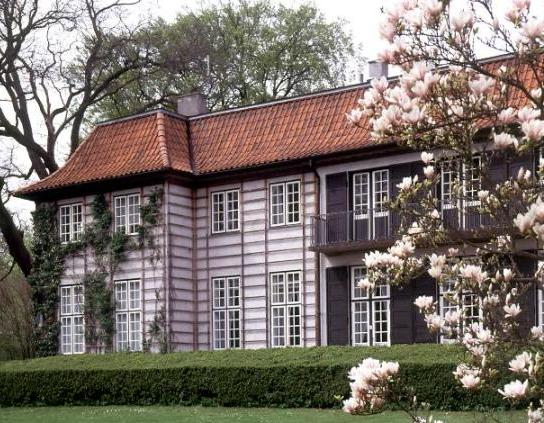
Hauptgebäude von Ordrupgaard

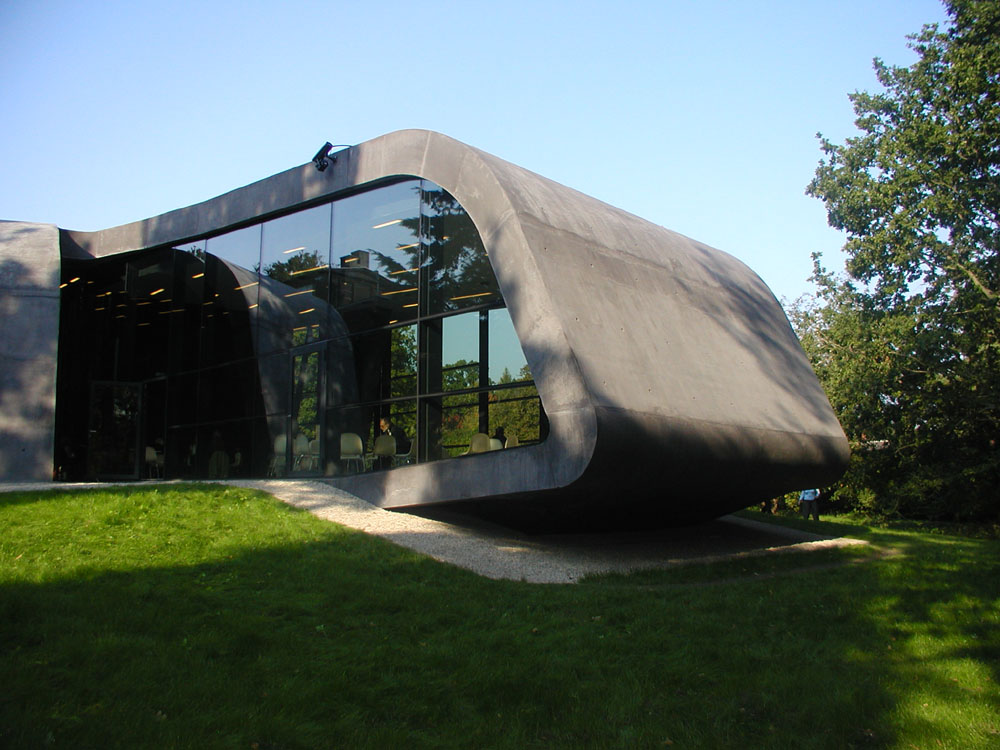
Detailansicht des Erweiterungsbaus von Zaha Hadid

Ordrupgaard ist ein Kunstmuseum im dänischen Ordrup bei Kopenhagen. Es beherbergt die Sammlung des Unternehmers Wilhelm Hansen und seiner Frau Henny mit Werken dänischer und französischer Kunst des ausgehenden 19. und beginnenden 20. Jahrhunderts.

## Lage, Geschichte und Gebäude
Das Museum befindet sich rund 12 Kilometer nördlich von Kopenhagen in der durch zahlreiche Villen geprägten Wohngegend von Ordrup. Der Direktor der Hafnia-Versicherungsgesellschaft Wilhelm Hansen und seine Frau Henny ließen sich hier auf einem großen parkartigen Grundstück in den Jahren 1916–1918 nach Plänen des Architekten Gotfred Tvede ein Herrenhaus mit Galeriegebäude, Wintergarten und Stallungen errichten. Das Galeriegebäude mit Oberlichtsaal diente als repräsentativer Ort für die seit 1892 zusammengetragene Kunstsammlung des Paares. Nachdem sie zunächst vor allem Werke dänischer Künstler erworben hatten, konzentrierten sie sich ab 1916 auf den Erwerb von Arbeiten französischer Künstler. Seit dem 14. September 1918 konnte die Öffentlichkeit das Galeriegebäude besuchen. Es gilt daher als erstes Museum für moderne Kunst in Dänemark. 1922 geriet Hansen vorübergehend in finanzielle Schwierigkeiten und war gezwungen, 76 bedeutende französische Gemälde zu verkaufen. Dazu gehörten Spitzenwerke von Édouard Manet, Paul Cézanne und Paul Gauguin. Hansen hatte zunächst vergeblich versucht, die Gemälde dem dänischen Staat zu verkaufen, bevor die meisten Werke von ausländischen Sammlern und Kunsthändler erworben wurden. Einige der Bilder konnte Museumsdirektor Helge Jacobsen für die Ny Carlsberg Glyptotek ankaufen. Nachdem sich Hansens finanzielle Situation wieder gebessert hatte, kaufte er mit seiner Frau bis 1933 erneut Gemälde und versuchte so, die entstandenen Lücken zu schließen. Hansens ursprüngliche Idee, Haus und Sammlung nach seinem Tod dem dänischen Staat zu stiften, hatte er zwischenzeitlich nicht mehr verfolgt und kein entsprechendes Testament verfasst. Haus und Sammlung erbte seine Witwe Henny Hansen, die das Anwesen mit der Gemäldesammlung dem dänischen Staat vermachte. Zwei Jahre nach ihrem Tod wurde 1953 Ordrupgaard als Museum eröffnet.
2005 entstand ein moderner Erweiterungsbau der irakisch-britischen Star-Architektin Zaha Hadid. Der langgestreckte parallel zum historischen Galeriebau platzierte Anbau beherbergt Räume für Wechselausstellungen, ein Café sowie Flächen für den Empfang und den Museumsshop. Um die umfangreiche Kunstsammlung angemessen zu präsentieren, entstand ein weiterer Anbau nach Plänen des norwegischen Architektenteams Snøhetta. Dieser 2021 eröffnete Gebäudeteil umfasst drei unterirdische Ausstellungssäle für die Werke französischer Künstler. Der Anbau verbindet das Untergeschoss des Hadid-Gebäudes mit dem Wintergarten zwischen Herrenhaus und historischen Galerietrakt, sodass hier ein Rundgang möglich ist. Oberirdisch ist von diesem Anbau lediglich eine niedrige Stahldachkonstruktion zu sehen. Auf einem Nachbargrundstück befindet sich das ehemalige Wohnhaus des dänischen Designers Finn Juhl, das seit 2008 ebenso Teil des Museums ist und zahlreiche seiner Entwürfe beherbergt.

## Sammlung
Die dänische Malerei des 19. Jahrhunderts wird repräsentiert durch Maler wie Christoffer Wilhelm Eckersberg, Christen Købke, Johan Thomas Lundbye, Lauritz Andersen Ring (Lundbyes Bank am Arresø) und Vilhelm Hammershøi. Die Sammlung französischer Kunst beginnt mit Ingres, Delacroix und Daumier. Ferner gibt es Werke von Corot, Courbet, Boudin und Daubigny. Besonders zahlreich sind Manet, Degas, Monet, Sisley, Morisot, Pissarro, Renoir und Gauguin mit Gemälden vertreten. Den Abschluss bilden die Künstler Cézanne und Matisse. Im Herrenhaus sind darüber hinaus Möbel und Kunsthandwerk zu sehen, das weitläufige Grundstück dient als Skulpturenpark mit Werken von Künstlern wie Tomás Saraceno, Klara Kristalova, Jeppe Hein, Ólafur Elíasson, Terunobu Fujimori, Carsten Höller, Henry Krokatsis, Randi og Katrine, Simon Starling, Doug and Mike Starn und Eva Sørensen.

## Abbildungen

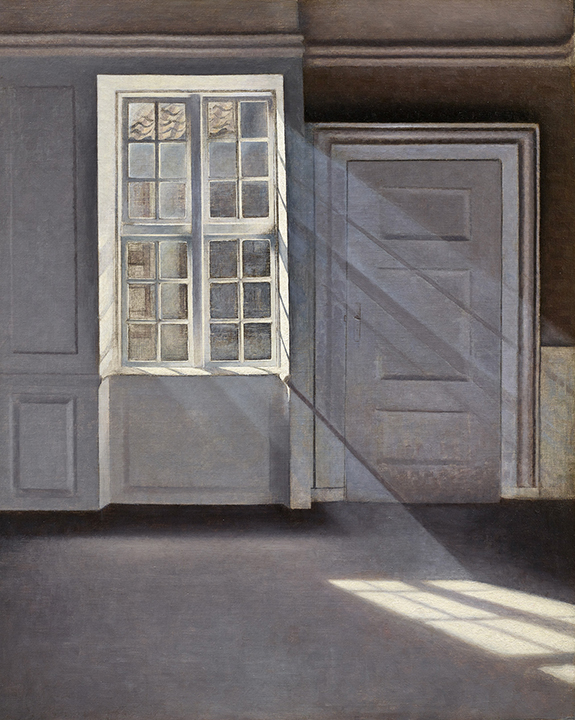
Vilhelm Hammershøi: Støvkornenes dans i solstrålerne
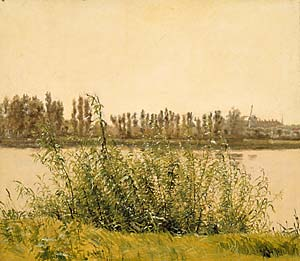
Christen Købke: Ansicht von Dosseringen
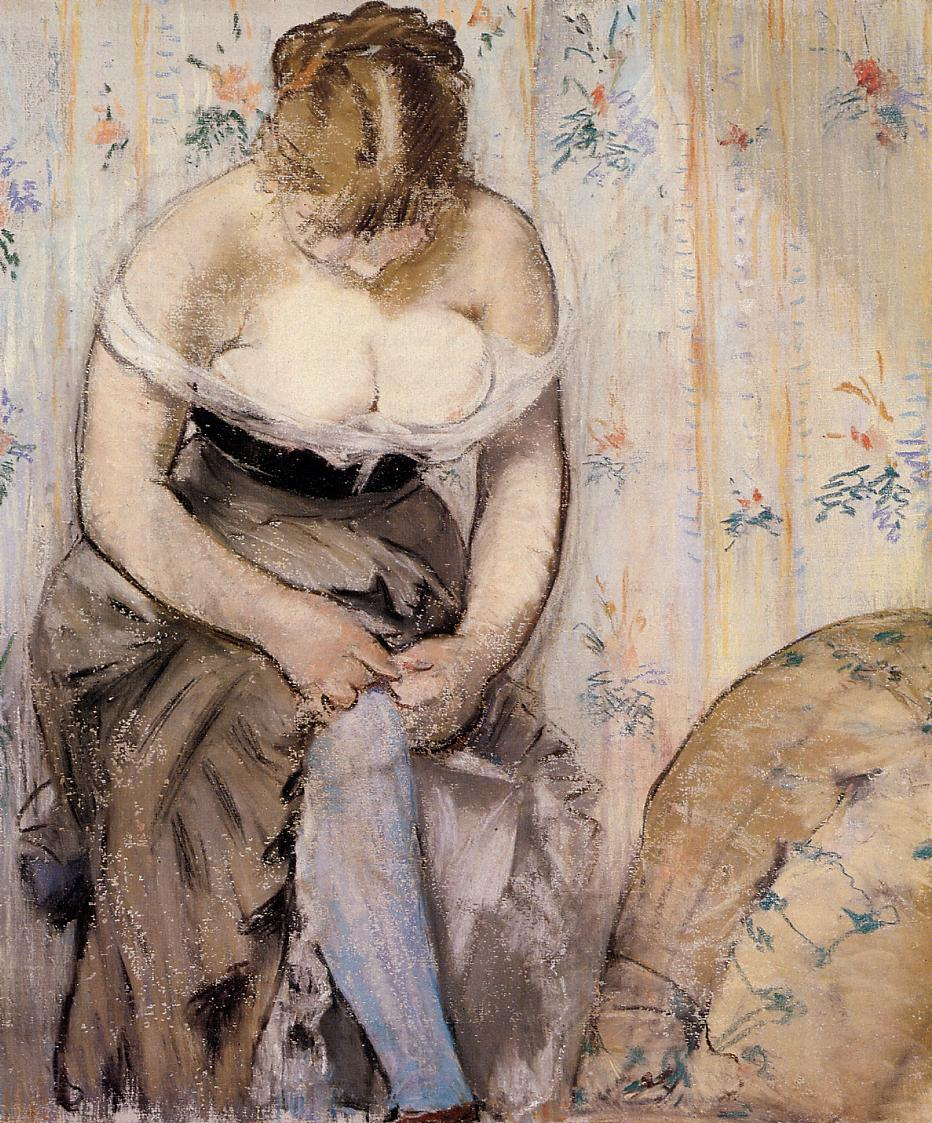
Édouard Manet: Femme à la Jarretière
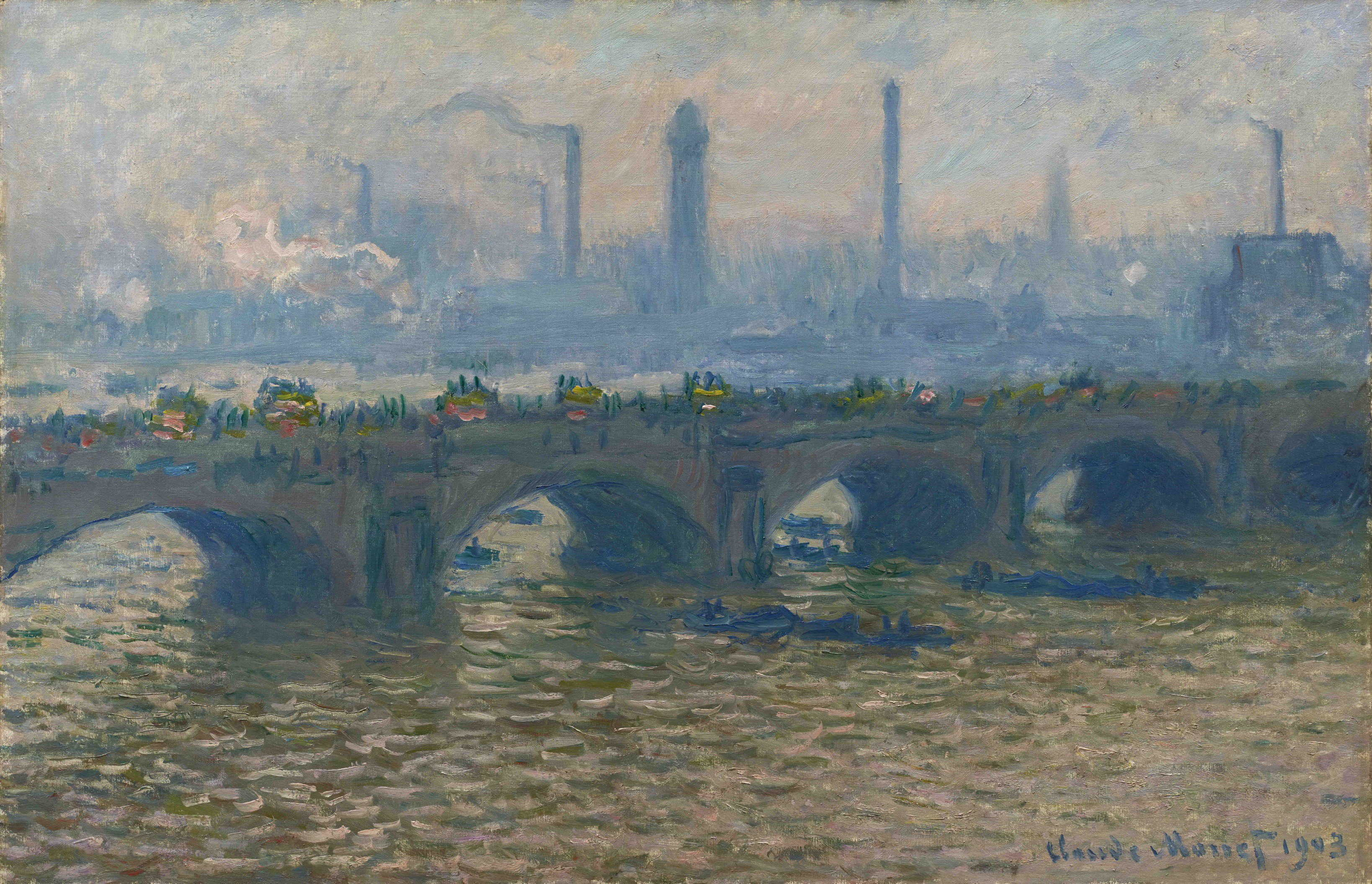
Claude Monet: Waterloo Bridge
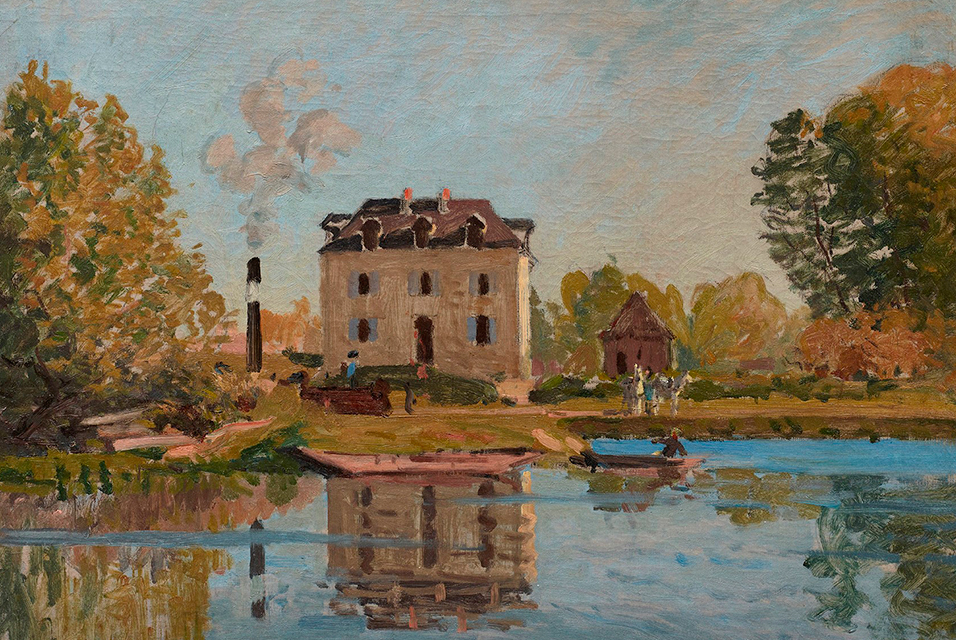
Alfred Sisley: Fabrik am Ufer der Seine
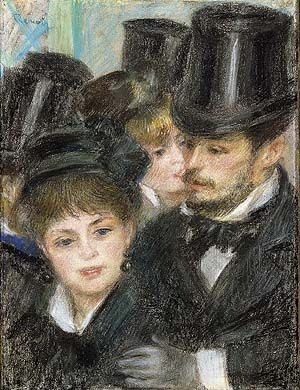
Pierre-Auguste Renoir: Junge Leute auf der Straße
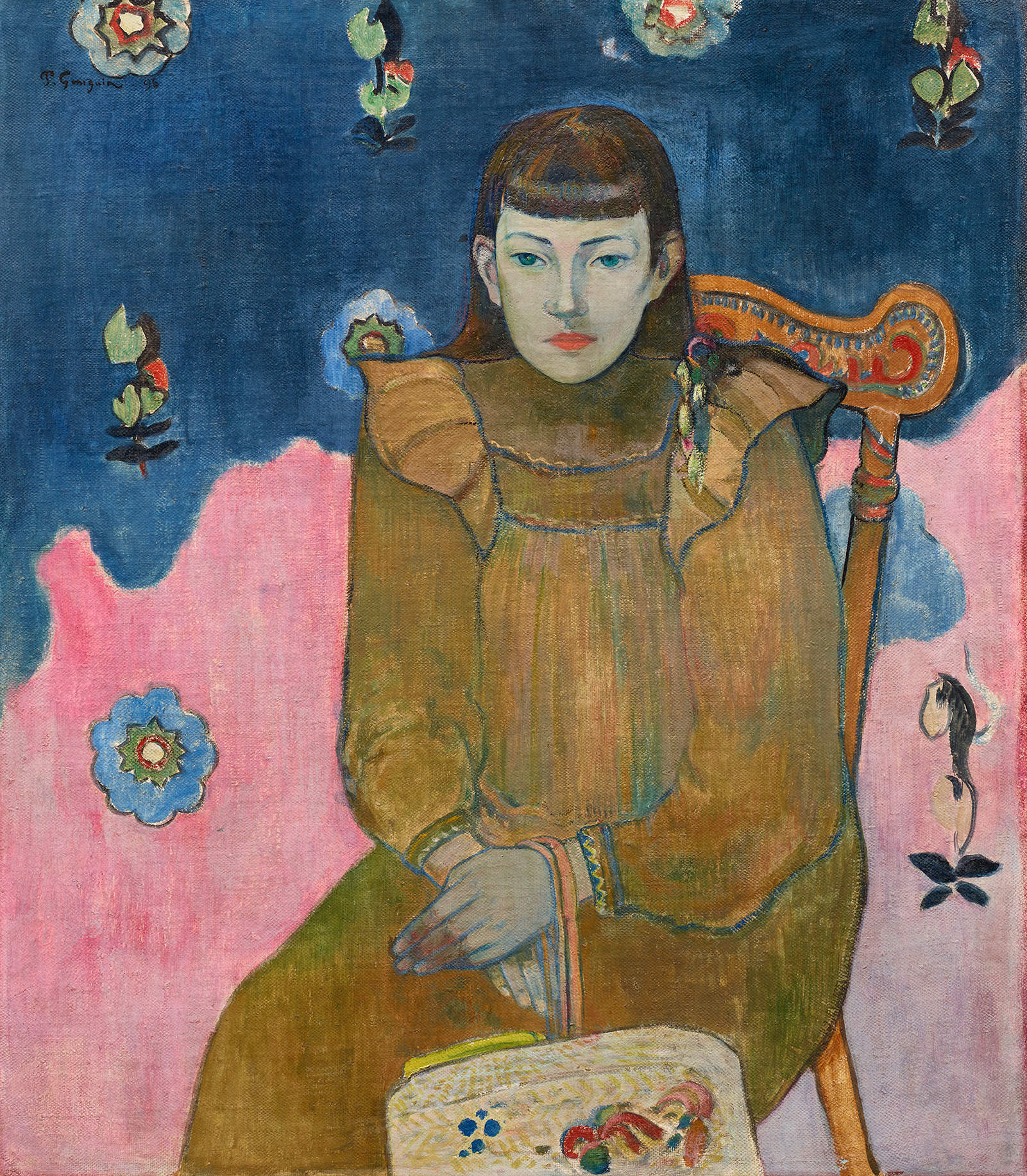
Paul Gauguin: Portrait Vaite Goupil
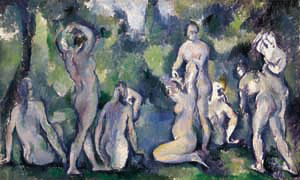
Paul Cezanne: Badende

## Ausstellungen (Auswahl)
Das Museum veranstaltet regelmäßig Sonderausstellungen mit dänischen oder internationalen Künstlern des 19. und 20. Jahrhunderts. Hierzu gehörten bisher:
- 1978: Wifredo Lam
- 1978: Eva Sørensen
- 1979: Monet i Giverny (Monet in Giverny)
- 1981: Per Kirkeby
- 1983: Degas og familien Bellelli (Degas und die Familie Bellelli)
- 1984: Anthony Caro, zuvor gezeigt in der Serpentine Gallery in London, der Whitworth Art Gallery in Manchester und der Leeds City Art Gallery, danach zu sehen im Kunstmuseum Düsseldorf und der Fundació Joan Miró in Barcelona
- 1993: Matisse, Kepellet i Vence (Matisse, die Kapelle in Vence)
- 1994: Degas intime (Degas intim)
- 1995: Robert Rauschenberg – Night shades & urban bourbons (Robert Rauschenberg – Nachttöne und urbane Bourbons)
- 1996: Monet in Norway (Monet in Norwegen)
- 1997: Vilhelm Hammershøi, anschließend gezeigt im Musée d’Orsay in Paris
- 1997–1998: Frida Kahlo. En mexican Samling (Frida Kahlo. Eine mexikanische Sammlung)
- 1999: Degas og New Orleans (Degas und New Orleans), zuvor gezeigt im New Orleans Museum of Art
- 1999: Manet
- 2000: Ernst Josephson
- 2000: Delacroix. Maleriets Musik (Delacroix. Die Musik der Malerei)
- 2001: Philipsen og impressionisme (Philipsen und Impressionismus)
- 2002: Julius Paulsen
- 2005: Gauguin og Impressionismen (Gauguin und Impressionismus), anschließend gezeigt im Kimbell Art Museum in Fort Worth
- 2005–2006: Soulages
- 2006: J. F. Willumsen. Over Grænser (J. F. Willumsen. Über Grenzen hinaus), anschließend gezeigt im Musée d’Orsay in Paris
- 2006: Edvard Munch og Danmark (Edvard Munch und Dänemark), anschließend gezeigt im Munchmuseet in Oslo
- 2006–2007: Hammershøi – Dreyer. Billedmagi (Hammershøi – Dreyer. Bildmagie), Anschließend gezeigt im Centre de Cultura Contemporànea Barcelona
- 2007: Piet Mondrian: vejen til modernismen (Piet Mondrian: Der Weg zur Moderne)
- 2007: Silent Eye: nye værker af Michael Kvium (Ruhiges Auge: neue Werke von Michael Kvium)
- 2008: Gustave Caillebotte. Midt i Impressionismen (Gustave Caillebotte. Mitten im Impressionismus), zuvor gezeigt in der Kunsthalle Bremen, danach zu sehen im Museo Thyssen-Bornemisza in Madrid
- 2009: Balke og Kirkeby, Fjerne Horisonter (Balke und Kirkeby. Ferne Horizonte), zuvor gezeigt in der Kunsthalle Krems
- 2010: Emil Nolde og Danmark (Emil Nolde und Dänemark), zuvor gezeigt im Kunsten Museum of Modern Art Aalborg
- 2010: Nuancer af Sort (Schatten von Schwarz), Werke von Martin Bigum, Preben Fjederholt, Thomas Kluge, Michael Kvium, Peter Martensen, Ulrik Møller, Odd Nerdrum und Balder Olrik.
- 2011: Kampen om kunsten. Fynboerne (Der Kampf um die Kunst. Fünen-Maler), Werke von Fritz Syberg, Johannes Larsen und Peter Hansen
- 2011–2012: Helene Schjerfbeck
- 2012: Per Kirkeby og Grønland, det hemmelige reservoir (Pro Kirkeby und Grönland, das geheime Reservoir)
- 2012–2013: Berthe Morisot. Den kvindelige Impressionist (Berthe Morisot. Die weibliche Impressionistin)
- 2013: Mary Cassatt. Fransk-Amerikansk Impressionist på Papir (Mary Cassatt. Französisch-Amerikanische Impressionistin auf Papier)
- 2013: Nelli Palomäki. Breathing the same air (Nelli Palomäki. Die gleiche Luft atmen), in Kooperation mit der parallelen gleichnamigen Ausstellung im Finnischen Museum für Fotografie in Helsinki
- 2013: Anna Syberg. Blomsterbilleder (Anna Syberg. Blumenstillleben)
- 2013: Moderbilleder. Det første Sekund set af Suste Bonnén (Mutterbilder. Die erste Sekunde gesehen von Suste Bonnén)
- 2013–2014: James Ensor
- 2014: Van Gogh, Gauguin, Bernard
- 2014–2015: Carl Larsson. Det gode Liv (Carl Larsson. Das gute Leben)
- 2015: Fritz Syberg. Kunsten og Kærligheden (Fritz Syberg. Kunst und Liebe)
- 2015 Matisse og Eskimoerne. Et overset Kapitel i Kunsten (Matisse und die Eskismos. Ein übersehenes Kapitel in der Kunst)
- 2015–2016: Johannes og Alhed Larsen. Et Hjem i Naturen (Johannes und Alhed Larson: Zuhaus in der Natur)
- 2016: Hjemme hos Hammershøi (Daeim bei Hammershøi)
- 2016: Monet. Ud af Impressionismen (Monet. Nach dem Impressionismus)
- 2016: Erik Steffensen. Hideway (Erik Steffensen. Versteck)
- 2016–2017: Laurits Andersen Ring. Mellem lys og Mørke (Laurits Andersen Ring. Zwischen Hell und Dunkel)
- 2017: Camille Pissarro: Et møde på Skt. Thomas (Camille Pissarro: Treffen in St. Thomas)
- 2021: Tal R – Alene hjemme (Tal R – Allein zu Haus)
- 2021–2022: Anders Zorn. Det Bedste under Solen (Anders Zorn. Das beste unter de Sonne)
- 2022: Gauguin og hans Venner (Gauguin und seine Freunde)
- 2022: Peter Hansen. Jeg Maler det, jeg ser (Peter Hansen. Ich male, was ich sehe)
- 2022–2023: Vilhelm Lundstrøm. Farvens og Formens Fornyer (Vilhelm Lundstrøm. Erneuerer von Farbe und Form)
- 2023: Jesper Christiansen
- 2023: Underfundige underverdener. Gauguin og Lilja (Subtile Unterwelten. Gauguin und Lilja)
- 2023: Veronica Hodges – under Trǣet (Veronica Hodges – unter dem Baum)
- 2023–2024: Anna og Michael Ancher – sammen og hver for Sig (Anna und Michael Ancher – zusammen und einzeln)

Darüber hinaus schickte das Museum während der Bauphasen im Zuge der Gebäudeerweiterungen größere Sammlungsteile auf Ausstellungstournee. So waren Werke der dänischen Malerei 2019 in der Hamburger Kunsthalle zu sehen. Werke der Sammlung französischer Kunst waren zu sehen 2002 im Metropolitan Museum of Art in New York, 2002–2003 im Museum of Fine Arts, Houston, 2003–2004 in der Staatsgalerie Stuttgart, 2017–2018 im Musée Jacquemart-André in Paris, 2018 in der National Gallery of Canada in Ottawa, 2018–2019 im Palazzo Zabarella in Padua, 2019 in der Fondation Pierre Gianadda in Martigny, 2019–2020 in der Hamburger Kunsthalle, 2020 in der Royal Academy of Arts in London.